# Partido Liberal (Moldávia)
O Partido Liberal (em romeno: Partidul Liberal, PL) é um partido político da Moldávia.
PL foi fundado em 1993 com o nome de Partido da Reforma e, inicialmente, era um partido de ideologia democrata-cristã. Em 2005, o partido adoptou o seu nome actual e passou a seguir uma linha liberal clássica e conservadora liberal.
Actualmente, os liberais têm 20.000 membros, sendo liderados por Mihai Ghimpu e membros observadores do Partido da Aliança dos Liberais e Democratas pela Europa.

## Resultados eleitorais

### Eleições legislativas
| Data    | Votos          | %              | +/-            | Deputados      | +/-            | Status            |
| ------- | -------------- | -------------- | -------------- | -------------- | -------------- | ----------------- |
| 1994    | 41 980         | 2,4 (8.º)      |                | 0 / 104        |                | Extra-parlamentar |
| 1998    | 8 844          | 0,5 (13.º)     | 1,9            | 0 / 101        | Estável        | Extra-parlamentar |
| 2001    | 10 686         | 0,7 (14.º)     | 0,2            | 0 / 101        | Estável        | Extra-parlamentar |
| 2005    | Não participou | Não participou | Não participou | Não participou | Não participou | Não participou    |
| 04/2009 | 201 879        | 13,1 (2.º)     |                | 15 / 101       |                | Oposição          |
| 07/2009 | 232 108        | 14,7 (3.º)     | 1,6            | 15 / 101       | Estável        | Governo           |
| 2010    | 171 336        | 10,0 (4.º)     | 4,7            | 12 / 101       | 3              | Governo           |
| 2014    | 154 507        | 9,7 (5.º)      | 0,3            | 13 / 101       | 1              | Governo           |